# 邓小鸥
邓小鸥（Deng Xiao'ou，1963年—），是中国女性演员及配音演员，也是配音导演，国家一级演员。

## 生平
1982年入行，进入长春电影制片厂任演员。同年开始从事配音工作，至今参加了近千部影视作品的配音，并参加过数十部广播剧的录制。其现任丈夫齐克建也从事配音工作。

## 配音作品
※粗體表示者為作品中的主角或重要配角
- 《镖行天下》梅娘（郑萍 饰）
- 《名侦探柯南：漆黑的追踪者》佐藤美和子
- 《名侦探柯南：沉默的15分钟》远野瑞树、佐藤美和子